# Valerie Aurora
Valerie Anita Aurora é cofundadora da Ada Initiative, uma organização sem fins lucrativos que busca aumentar a participação de mulheres no movimento da cultura livre e do código aberto. Aurora é conhecida também dentro da comunidade Linux por ajudar a desenvolver sistemas de ficheiros, incluindo ChunkFS e Union file system. Seu nome de nascimento era Val Henson, mas ela mudou pouco antes de 2009, em homenagem à cientista da computação Anita Borg. Em 2012, Aurora e a cofundadora da Ada Initiative, Mary Gardiner, foram nomeadas duas das pessoas mais influentes na segurança de computadores pela SC Magazine. Em 2013, ela recebeu o O'Reilly Open Source Award.

## Biografia
Aurora foi criada no Novo México, e recebeu educação em casa. Ela começou a se envolver com programação de computadores quando foi à DEF CON, em 1995. Ela estudou Ciências da Computação e Matemática no New Mexico Institute of Mining and Technology. Seu primeiro envolvimento com sistemas de ficheiros foi em 2002, quando ela trabalhou com ZFS na Sun Microsystems. Mais tarde, foi para a IBM, onde trabalhou no grupo de Theodore Ts'o, durante o qual consideraram novas extensões para os arquivos de sistemas ext2 e ext3 do Linux. Desde 2009, ela trabalha para a Red Hat como desenvolvedora de sistemas de ficheiros, assim como escritora científica e consultora Linux.